# ایوان سچنوف
ایوان میخائیلوویچ سچنوف (روسی: Ива́н Миха́йлович Се́ченов؛ ‏ ۱۳ اوت [سبک قدیمی: ۱ اوت] ۱۸۲۹ – ۱۵ نوامبر [سبک قدیمی: ۲ نوامبر] ۱۹۰۵) دانشمند نامدار حوزه پزشکی، فیزیولوژیست، روان‌شناس و استاد دانشگاه اهل امپراتوری روسیه بود. وی عضو آکادمی علوم روسیه، یکی از بنیان‌گذاران علوم فیزیولوژی و روان‌شناسی روسیه و یکی از پیشگامان جهانی در زمینه مهار عصبی در دستگاه عصبی مرکزی است. او را «پدر علم فیزیولوژی روسیه» می‌دانند.
ایوان پاولف متخصص مغز و اعصاب و فیزیولوژیست مشهور روسی، از سچنوف به عنوان «پدر فیزیولوژی و روان‌شناسی علمی روسیه» یاد می‌کند. امروزه سچنوف بیشتر به خاطر مشارکت‌های علمی مهمش در زمینهٔ فیزیولوژی پزشکی و عصب‌شناسی و همچنین پژوهش‌های روانشناختی‌اش شناخته می‌شود. سچنوف همچنین یکی از مبتکران روان‌شناسی تجربی به حساب می‌آید، از طریق تلاش‌هایش برای معرفی روش‌های تجربی و عینی به حوزه گستردهٔ روان‌شناسی روسیه.
او فرزند یک نجیب و دهقان بود. سچنوف ابتدا توسط معلمان خصوصی آموزش دید و در سنین خردسالی به زبان‌های آلمانی و فرانسوی تسلط پیدا کرد. وی در سن ۱۴ سالگی وارد دانشکده مهندسی نظامی سن پترزبورگ شد. پس از آموزش‌های نظامی، به پزشکی علاقه‌مند شد و در دانشگاه دولتی مسکو ثبت نام کرد و دکترای پزشکی خود را در سال ۱۸۵۶ دریافت کرد. او عالی‌ترین آموزش‌های زمان خود را در روسیه در زمینهٔ علوم پایه و بالینی دریافت کرد. سپس تحصیلات عالی پزشکی را در خارج از کشور پی گرفت و تحت تأثیر، آموزش و نظارت بسیاری از دانشمندان برجسته اروپایی عصر خود از جمله یوهانس پتر مولر، امیل دو بوا ریمون، هرمان فون هلمهولتز، کارل لودویگ، روبرت بونزن، فلیکس هوپه-زیلر، کلود برنارد و هاینریش گوستاو ماگنوس قرار گرفت. ایوان سچنوف همچنین تا سال ۱۸۷۰ استاد آکادمی جراحی دانشگاه دولتی سنت پترزبورگ بود.
نامِ ایوان سچنوف در کنار بزرگانی چون ولادیمیر بختیرف، سرگئی کورساکف، ایوان پاولف، نیکولای پیروگوف و ویکتور اسکومین در فهرست ۵۳ نفرهٔ «بزرگان پزشکی روسیه» قرار دارد.